# Salle des porcelaines

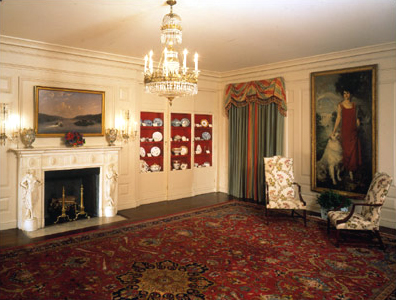
Vue de la China Room avec le portrait de Grace Coolidge.

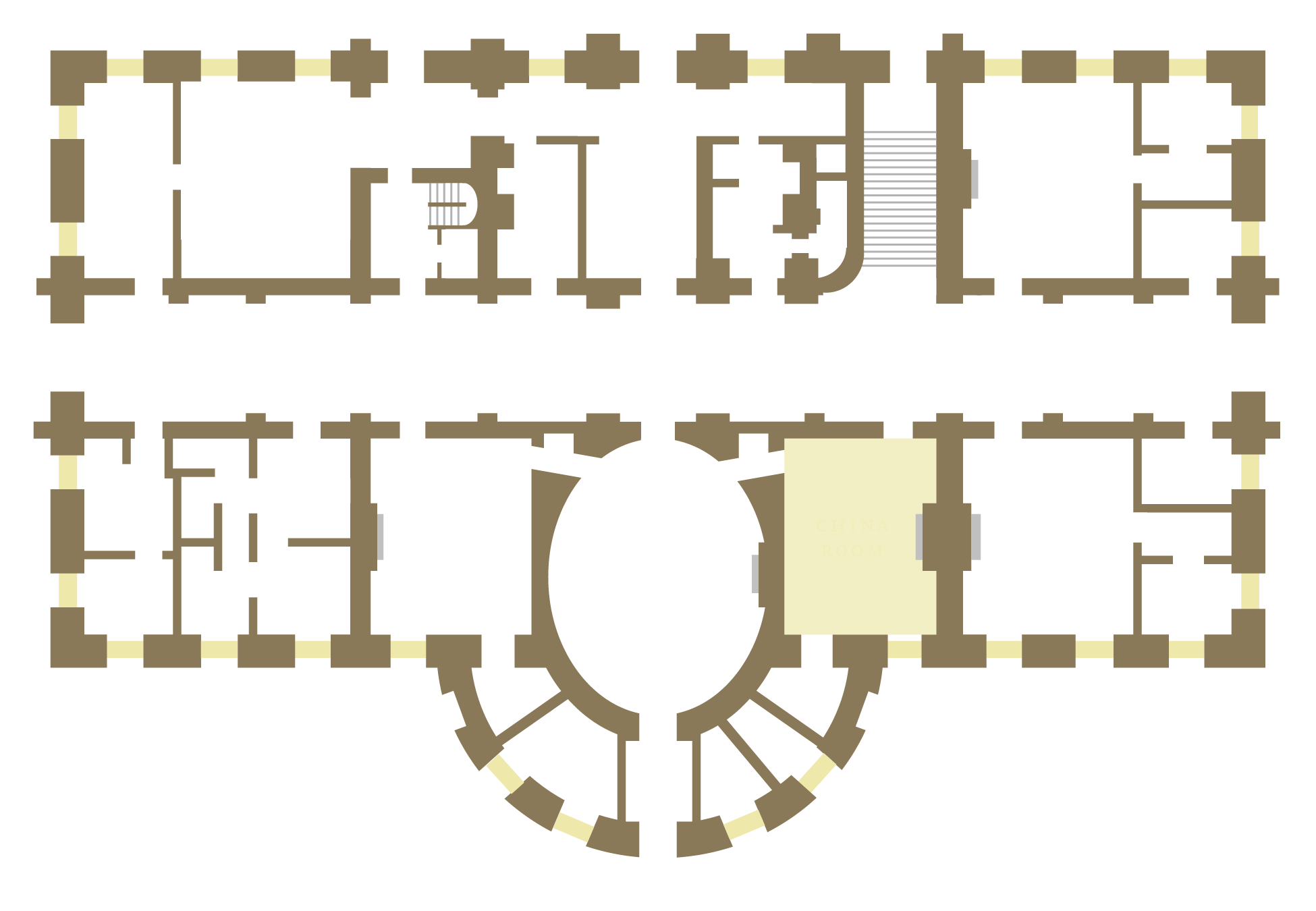
Plan du rez-de-chaussée montrant l'emplacement de la China Room.

La China Room (salle ou salon des Porcelaines) est une pièce située au rez-de-chaussée de la Maison-Blanche, la résidence officielle du président des États-Unis. 
Elle doit son nom au fait que les pièces de la collection des porcelaines d'État de la Maison Blanche y sont exposées. La collection va des porcelaines de Chine de George Washington au service de Bill Clinton ivoire, jaune et or commémorant le bicentenaire de l'occupation de la Maison Blanche par John Adams.
La pièce est utilisée principalement par la Première dame pour prendre le thé et donner de petites réceptions.

## Histoire
Jusqu'à la fin de l'année 1902, cette pièce, comme beaucoup de pièces du rez-de-chaussée, servait surtout de débarras. En 1889, l'épouse de Benjamin Harrison fut la première à rassembler des porcelaines utilisées par les administrations précédentes. Mme Harrison exposa ses porcelaines dans des cabinets du hall du rez-de-chaussée. On attribuait peu de valeur aux services présidentiels, et les pièces endommagées étaient vendues ou jetées jusqu'au mandat de William McKinley.
La pièce fut d'abord connue sous le nom de Presidential Collection Room, mais l'épouse de Woodrow Wilson, en 1917, la choisit pour exposer la collection grandissante de porcelaine de la Maison Blanche.

## Décoration et mobilier
Après la reconstruction de Truman de 1949 à 1952, les murs furent recouverts de panneaux en bois de pin provenant des poutres de la Résidence, remplacées par des piliers en béton. Les panneaux étaient d'abord en bois brut, mais ils furent peints en blanc ivoire sous le mandat de John Fitzgerald Kennedy, puis couleur crème sous celui de Richard Nixon.
La salle fut redécorée en 1970, en gardant les tons de rouge donnés par la robe rouge du portrait de la Première dame Grace Coolidge peint par Howard Chandler Christy en 1924.
Les étagères sont recouvertes de velours rouge. Le sol est recouvert d'un tapis d'Ispahan du début du XXe siècle. Un lustre de style Régence éclaire la pièce. Deux soupières de la fin du XVIIIe siècle sur la cheminée sont vernies en vert et en rouge, et ont inspiré les draperies vertes et rouges qui ornent la pièce. Deux chaises du début du XIXe siècles garnies en ivoire et vert sont placées en face du portrait de Mme Coolidge. Une tenture anglaise néoclassique se trouve sur le mur est, et le tableau de Ferdinand Richardt View on the Mississippi Fifty-Seven Miles Below St. Anthony Falls, Minneapolis, terminé en 1858, est accroché au-dessus de la cheminée.

## Collections de porcelaine
La collection est exposée dans l'ordre chronologique, en commençant à droite de la cheminée sur le mur est. Toutes les administrations américaines n'ont pas créé leur propre service, mais au moins quelques pièces de chaque service créé pour la Maison Blanche apparaissent dans la collection. Des quantités variables de certains services du XIXe siècle sont parfois utilisés de nos jours dans la salle à manger du Président au second étage. Les Carter aimaient utiliser le service amarante et violet des Lincoln pour les occasions spéciales. Les Reagan, bien que célèbres pour leur service rouge et or, appréciaient également le service des Lincoln. Les Clinton ne prirent pas livraison de leur service avant la fin du second mandat de Bill Clinton. Ils utilisaient les services des Reagan et des Truman pour les dîners d'État, tandis que pour les dîners en famille, en particulier pour les vacances, ils préféraient le service des Hayes représentant la faune et la flore américaines.

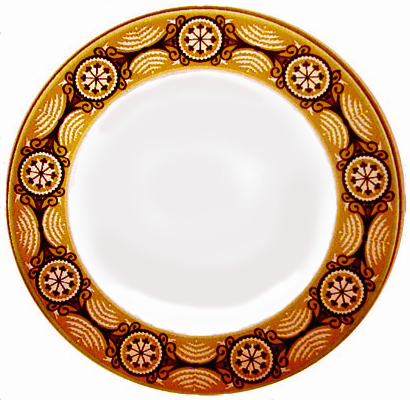
Le service de porcelaine de James Madison, fabriqué en 1814 à Paris par Jean Népomucène Hermann Nast.
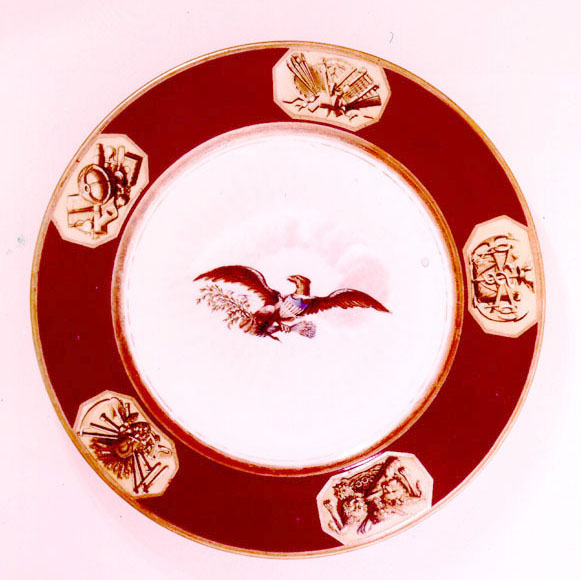
Le service de porcelaine de James Monroe, fabriqué vers 1817 à Paris par P.L. Dagoty.
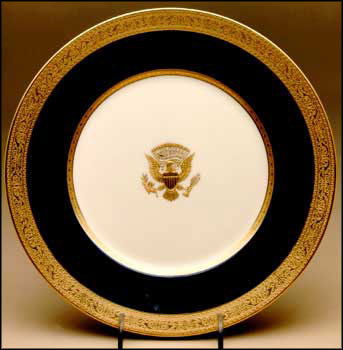
Le service de porcelaine de Woodrow Wilson avec le sceau du président, fabriqué aux États-Unis par Lenox en 1918.
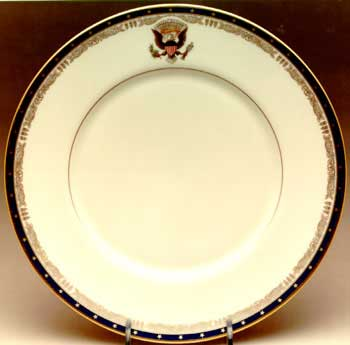
Le service de porcelaine de Franklin D. Roosevelt, fabriqué aux États-Unis par Lenox en 1934.
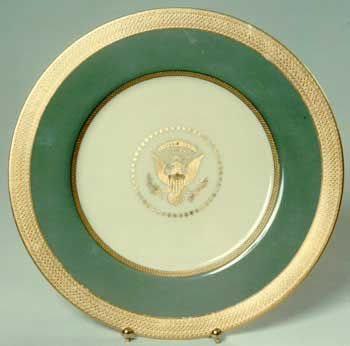
Le service de porcelaine de Harry Truman, fabriqué aux États-Unis par Lenox en 1951.
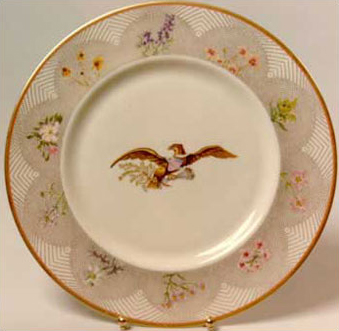
Le service de porcelaine de Lyndon B. Johnson orné de fleurs sauvages américaines, fabriqué aux États-Unis par Castleton China. Ce service fut choisi par la Première dame Lady Bird Johnson.
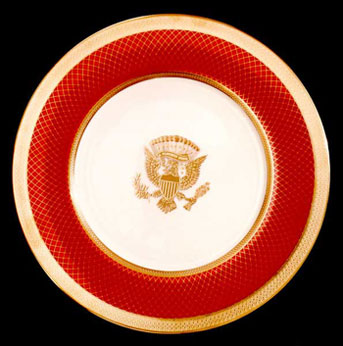
Le service de porcelaine de Ronald Reagan inspiré de celui de Woodrow Wilson, avec le sceau doré du président sur fond ivoire avec un bord écarlate. Ce service fut fabriqué aux États-Unis par Lenox et choisi par la Première dame Nancy Reagan.